# 烯二炔

烯二炔类的结构通式

烯二炔（Enediyne）一般是指具有共轭的炔-烯-炔结构的一类化合物。 含有九或十元环共轭烯二炔骨架结构的天然产物具有很强的抗癌和抗菌作用，但因不稳定且有毒性，很少用于临床。 其抗癌抗菌机制主要是烯二炔发生Bergman环化反应生成的1,4-去氢苯双自由基（对苯炔），从DNA上夺取氢原子从而使DNA发生裂解。

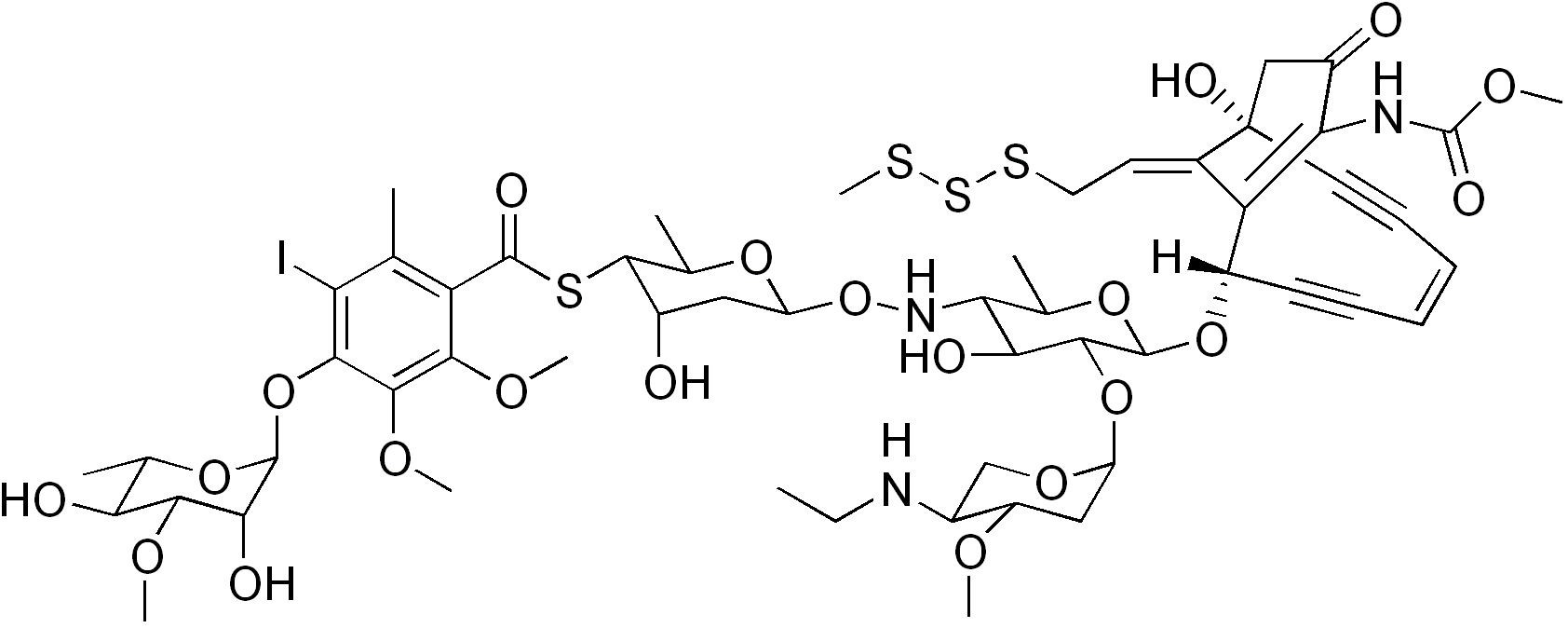
一种烯二炔类抗生素：卡奇霉素的结构